# Pedicularis galeata
Pedicularis galeata är en snyltrotsväxtart som beskrevs av Bonati. Pedicularis galeata ingår i släktet spiror, och familjen snyltrotsväxter. Inga underarter finns listade i Catalogue of Life.